# 지각열류량
지각열류량(地殼熱流量, heat flow of the earth crust)은 지구 내부에서 지각으로 나오는 에너지량으로 단위 시간 동안 단위 면적에 나오는 에너지의 양을 말한다. 단위는 HFU(Heat Flow Unit)로, 1초 동안 1제곱미터의 면적에 10의 -6제곱칼로리만큼의 에너지가 나오는 것을 의미한다. 지각의 안정 상태와 관련이 있어 주로 안정된 지역보다는 지각변동이 활발한 지역이 지각열류량이 높은데, 신기조산대와 화산대 등에서 지각열류량이 높게 측정된다. 대륙에서는 비교적 가까운 시기인, 중생대와 신생대의 조산대에서 높고 순상지에서 낮다. 바다에서는 해령에서 높고 해령에서 멀어질수록 낮아지다가 해구에서 가장 낮다. 새 지각에서 더 높고 오래된 지각에서는 낮다.
지각 내의 온도분포의 상태에 관해서는 지각열류량(地殼熱流量)이란 양의 측정이 제2차 세계대전 후 육지 및 해역에서 많이 행하여지게 되었다. 지각열류량이란 것은 단위시간에 단위면적을 지나서 지구 내부로부터 지표를 향하여 흐르는 열량이다. 이 값은 10-6·cal／㎠·sec의 단위로 나타내며, 아메리카 대륙에서 0.73∼2.0, 영국에서 1.2∼2.2, 일본에서 2.0, 대서양에서 1.0, 태평양에서는 1.1로 나타나 있다. 이 수치를 보면 대륙쪽이 해양저(海洋底)보다 조금 크지만, 측정 오차를 고려한다면 대륙과 대양저에서 별 큰 차이는 없는 것 같다. 이런 사실은 지각이 대양저에서 엷음을 생각할 때에, 약간 이상한 점이라 할 수 있겠다. 그리고 대양저의 어느 특정한 곳, 예컨대 해령(海嶺)이라 불리어지는 대양중의 대해저산맥에서는 지각열류량이 현저하게 크고(5.0보다 큼), 반대로 해구(海溝)에서는 작다(1.0보다 작음)고 한다. 